# Apogon cookii
Apogon cookii una especie de pez de la familia de los apogónidos en el orden de los perciformes.

## Morfología
Los machos pueden alcanzar los 10 cm de longitud total.

## Distribución geográfica
Se encuentran desde el Mar Rojo y el Golfo de Omán hasta KwaZulu-Natal (Sudáfrica), Japón, la Gran Barrera de Coral, Nueva Caledonia y Tonga.